# Rotterdam Open 1997 - Qualificazioni singolare
Le qualificazioni del singolare del Rotterdam Open 1997 sono state un torneo di tennis preliminare per accedere alla fase finale della manifestazione. I vincitori dell'ultimo turno sono entrati di diritto nel tabellone principale. In caso di ritiro di uno o più giocatori aventi diritto a questi sono subentrati i lucky loser, ossia i giocatori che hanno perso nell'ultimo turno ma che avevano una classifica più alta rispetto agli altri partecipanti che avevano comunque perso nel turno finale.
Le qualificazioni del torneo prevedevano 32 partecipanti di cui 4 sono entrati nel tabellone principale.

## Teste di serie
1. Fabrice Santoro (Qualificato)
2. Stéphane Simian (Qualificato)
3. Filip Dewulf (secondo turno)
4. Emilio Benfele Álvarez (primo turno)

1. Andrej Čerkasov (primo turno)
2. Younes El Aynaoui (secondo turno)
3. Lars Jonsson (secondo turno)
4. Andrei Pavel (secondo turno)

## Qualificati
1. Fabrice Santoro
2. Stéphane Simian

1. Olivier Delaître
2. Martin Sinner

## Tabellone

### Legenda
| - Q = Qualificato - WC = Wild card - LL = Lucky loser | - ALT = Alternate - SE = Special Exempt - PR = Protected Ranking | - w/o = Walkover - r = Ritirato - d = Squalificato |

### Sezione 1
|  | Primo turno    | Primo turno      | Primo turno      | Primo turno | Primo turno |  |  | Secondo turno | Secondo turno   | Secondo turno   | Secondo turno | Secondo turno |   |   | Ultimo turno | Ultimo turno    | Ultimo turno    | Ultimo turno | Ultimo turno |  |
|  |                |                  |                  |             |             |  |  |               |                 |                 |               |               |   |   |              |                 |                 |              |              |  |
|  | 1              | Fabrice Santoro  | Fabrice Santoro  | 6           | 6           |  |  |               |                 |                 |               |               |   |   |              |                 |                 |              |              |  |
|  |                | Fernando Vicente | Fernando Vicente | 1           | 4           |  |  | 1             | Fabrice Santoro | Fabrice Santoro | 6             | 6             |   |   |              |                 |                 |              |              |  |
|  | József Krocskó | József Krocskó   | József Krocskó   | 6           | 6           |  |  |               | József Krocskó  | József Krocskó  | 2             | 4             |   |   |              |                 |                 |              |              |  |
|  | Attila Sávolt  | Attila Sávolt    | Attila Sávolt    | 1           | 4           |  |  |               |                 |                 |               |               |   |   | 1            | Fabrice Santoro | Fabrice Santoro | 7            | 6            |  |
|  | Mosè Navarra   | Mosè Navarra     | Mosè Navarra     | 6           | 7           |  |  |               |                 |                 | Mosè Navarra  | Mosè Navarra  | 5 | 2 |              |                 |                 |              |              |  |
|  | Sander Groen   | Sander Groen     | Sander Groen     | 3           | 6           |  |  |               | Mosè Navarra    | 6               | 3             | 7             |   |   |              |                 |                 |              |              |  |
|  | 7              | Lars Jonsson     | Lars Jonsson     | 6           | 6           |  |  | 7             | Lars Jonsson    | 4               | 6             | 6             |   |   |              |                 |                 |              |              |  |
|  |                | Andrej Merinov   | Andrej Merinov   | 2           | 3           |  |  |               |                 |                 |               |               |   |   |              |                 |                 |              |              |  |

### Sezione 2
|  | Primo turno         | Primo turno         | Primo turno         | Primo turno | Primo turno |  |  | Secondo turno | Secondo turno       | Secondo turno   | Secondo turno       | Secondo turno       |   |   | Ultimo turno | Ultimo turno    | Ultimo turno    | Ultimo turno | Ultimo turno |  |
|  |                     |                     |                     |             |             |  |  |               |                     |                 |                     |                     |   |   |              |                 |                 |              |              |  |
|  | 2                   | Stéphane Simian     | Stéphane Simian     | 6           | 7           |  |  |               |                     |                 |                     |                     |   |   |              |                 |                 |              |              |  |
|  |                     | Ivo Heuberger       | Ivo Heuberger       | 3           | 5           |  |  | 2             | Stéphane Simian     | Stéphane Simian | 6                   | 6                   |   |   |              |                 |                 |              |              |  |
|  | Fernon Wibier       | Fernon Wibier       | 6                   | 5           | 6           |  |  |               | Fernon Wibier       | Fernon Wibier   | 4                   | 4                   |   |   |              |                 |                 |              |              |  |
|  | Albert Chang        | Albert Chang        | 2                   | 7           | 1           |  |  |               |                     |                 |                     |                     |   |   | 2            | Stéphane Simian | Stéphane Simian | 7            | 7            |  |
|  | Stefano Pescosolido | Stefano Pescosolido | Stefano Pescosolido | 6           | 6           |  |  |               |                     |                 | Stefano Pescosolido | Stefano Pescosolido | 5 | 6 |              |                 |                 |              |              |  |
|  | Nicola Bruno        | Nicola Bruno        | Nicola Bruno        | 4           | 3           |  |  |               | Stefano Pescosolido | 6               | 3                   | 6                   |   |   |              |                 |                 |              |              |  |
|  | 8                   | Andrei Pavel        | Andrei Pavel        | 6           | 6           |  |  | 8             | Andrei Pavel        | 4               | 6                   | 2                   |   |   |              |                 |                 |              |              |  |
|  |                     | Stéphane Huet       | Stéphane Huet       | 1           | 3           |  |  |               |                     |                 |                     |                     |   |   |              |                 |                 |              |              |  |

### Sezione 3
|  | Primo turno      | Primo turno       | Primo turno      | Primo turno | Primo turno |  |  | Secondo turno     | Secondo turno     | Secondo turno     | Secondo turno | Secondo turno |   |   | Ultimo turno     | Ultimo turno     | Ultimo turno     | Ultimo turno | Ultimo turno |  |
|  |                  |                   |                  |             |             |  |  |                   |                   |                   |               |               |   |   |                  |                  |                  |              |              |  |
|  | 3                | Filip Dewulf      | Filip Dewulf     | 6           | 6           |  |  |                   |                   |                   |               |               |   |   |                  |                  |                  |              |              |  |
|  |                  | Martin Stringari  | Martin Stringari | 2           | 2           |  |  | 3                 | Filip Dewulf      | 6                 | 5             | 4             |   |   |                  |                  |                  |              |              |  |
|  | Olivier Delaître | Olivier Delaître  | Olivier Delaître | 6           | 6           |  |  |                   | Olivier Delaître  | 3                 | 7             | 6             |   |   |                  |                  |                  |              |              |  |
|  | Ionuț Moldovan   | Ionuț Moldovan    | Ionuț Moldovan   | 3           | 1           |  |  |                   |                   |                   |               |               |   |   | Olivier Delaître | Olivier Delaître | Olivier Delaître | 6            | 6            |  |
|  | Dirk Dier        | Dirk Dier         | 7                | 4           | 6           |  |  |                   |                   | Dirk Dier         | Dirk Dier     | Dirk Dier     | 1 | 3 |                  |                  |                  |              |              |  |
|  | John van Lottum  | John van Lottum   | 6                | 6           | 3           |  |  | Dirk Dier         | Dirk Dier         | Dirk Dier         | 6             | 6             |   |   |                  |                  |                  |              |              |  |
|  |                  | Cristiano Caratti | 4                | 6           | 6           |  |  | Cristiano Caratti | Cristiano Caratti | Cristiano Caratti | 4             | 4             |   |   |                  |                  |                  |              |              |  |
|  | 5                | Andrej Čerkasov   | 6                | 3           | 2           |  |  |                   |                   |                   |               |               |   |   |                  |                  |                  |              |              |  |

### Sezione 4
|  | Primo turno    | Primo turno            | Primo turno       | Primo turno | Primo turno |  |  | Secondo turno  | Secondo turno     | Secondo turno     | Secondo turno | Secondo turno |   |   | Ultimo turno   | Ultimo turno   | Ultimo turno   | Ultimo turno | Ultimo turno |  |
|  |                |                        |                   |             |             |  |  |                |                   |                   |               |               |   |   |                |                |                |              |              |  |
|  |                | Lars Rehmann           | 3                 | 6           | 6           |  |  |                |                   |                   |               |               |   |   |                |                |                |              |              |  |
|  | 4              | Emilio Benfele Álvarez | 6                 | 3           | 4           |  |  | Lars Rehmann   | Lars Rehmann      | Lars Rehmann      | 3             | 6             |   |   |                |                |                |              |              |  |
|  | Raemon Sluiter | Raemon Sluiter         | Raemon Sluiter    | 6           | 6           |  |  | Raemon Sluiter | Raemon Sluiter    | Raemon Sluiter    | 6             | 7             |   |   |                |                |                |              |              |  |
|  | Dinu Pescariu  | Dinu Pescariu          | Dinu Pescariu     | 2           | 3           |  |  |                |                   |                   |               |               |   |   | Raemon Sluiter | Raemon Sluiter | Raemon Sluiter | 4            | 2            |  |
|  | Martin Sinner  | Martin Sinner          | Martin Sinner     | 7           | 6           |  |  |                |                   | Martin Sinner     | Martin Sinner | Martin Sinner | 6 | 6 |                |                |                |              |              |  |
|  | Tomas Nydahl   | Tomas Nydahl           | Tomas Nydahl      | 6           | 3           |  |  |                | Martin Sinner     | Martin Sinner     | 6             | 6             |   |   |                |                |                |              |              |  |
|  | 6              | Younes El Aynaoui      | Younes El Aynaoui | 7           | 6           |  |  | 6              | Younes El Aynaoui | Younes El Aynaoui | 3             | 2             |   |   |                |                |                |              |              |  |
|  |                | Rogier Wassen          | Rogier Wassen     | 5           | 2           |  |  |                |                   |                   |               |               |   |   |                |                |                |              |              |  |